# 俞家燕
俞家燕（1974年5月19日—）是台灣的漫畫家。原為插畫作者，2006年轉型成為漫畫家。曾用「燕子格格」及「2D馬賽克」為筆名，現名為，「D2」。

## 基本資料
- 血型：O型
- 星座：金牛座
- 學歷：國立中央大學法國語言學系畢業

## 經歷
- 大然TOP少年漫画第三名
- 尖端四格漫画第三名
- 聯成電腦講師
- 復興商工漫畫社漫畫指導老師
- 野獸派畫室漫畫班漫畫指導老師

## 得獎
- 大然TOP少年漫畫第三名
- 尖端四格漫畫第三名
- 89年國立編譯館優良漫畫第四名(塞外情-細君)
- 90年國立編譯館優良漫畫佳作(寶貝家庭)
- 91年第二届漫画金像奖图文书入围(我是仓鼠)

## 作品一覽
- 《紫禁幽情-香妃》，糖果屋出版
- 《紫禁幽情-珍妃》，糖果屋出版
- 《紫禁幽情-董鄂妃》，糖果屋出版
- 《塞外情-细君》，糖果屋出版

- 《D級星球》，自由時報連載

- 《我是倉鼠》，時報文化
- 《西街少年》1-3，皇冠文化
- 《雪天使》1-3，皇冠文化
- 《米迦勒之舞》1-3，皇冠文化
- 《格鬥天王》1-3，尖端出版

- 《微笑Pasta》1-3，青文出版社
- 《櫻野3加1》1-3，青文出版社
- 《福氣又安康》，青文出版社
- 《百億公主》連載中，青文出版社
- 《敗犬女王番外篇－無雙的私密日記》全2冊，大智通文化行銷
- 《我的億萬麵包》全2冊，青文出版社
- 《草食戀王子》全一冊，尖端出版
- 《陽光天使》全一冊，尖端出版

- 《零度領域》1-14，東立出版
- 《霹靂英雄戰紀 花語狐》全2冊，東立出版

## 外部連結
俞家燕 FB
D2 FB （页面存档备份，存于）